# فهرست کشورها بر پایه نرخ بروز سرطان
این مقاله فهرست رتبه‌بندی کشورها از نظر میزان بروز سرطان را نشان می‌دهد.

## میزان فراوانی سرطان
این فهرست میزان مبتلایان جدید به سرطان در هر ۱۰۰۰۰۰ نفر در کشورهای گوناگون می‌باشد که توسط وبسایت گلوبوکان (GLOBOCAN) در سال ۲۰۱۸ اعلام شده‌است و همه انواع سرطان را شامل می‌شود (برخی از آمارهای قدیمی تر سرطان پوست غیر ملانوما را جزو آمار نیاورده اند).
در این لیست تنها ۵۰ کشور و سرزمین آمده‌است که عمدتاً در اروپا، آمریکای شمالی و اقیانوسیه هستند. این آمار کلی است و شامل زنان و مردان است و در برخی موارد آمار به تفکیک جنسیت متفاوت است. به عنوان مثال، کشور کانادا که در این جدول در رتبه یازدهم قرار دارد، در آمار به تفکیک جنسیت، رتبه ۲۱ام در بین مردان و ۵ام در بین زنان را حائز است.
| رتبه | کشور                            |       |
| ---- | ------------------------------- | ----- |
| 1    | استرالیا                        | ۴۶۸٫۰ |
| 2    | نیوزیلند                        | ۴۳۸٫۱ |
| 3    | جمهوری ایرلند                   | ۳۷۳٫۷ |
| 4    | مجارستان                        | ۳۶۸٫۱ |
| 5    | ایالات متحده آمریکا             | ۳۵۲٫۲ |
| 6    | بلژیک                           | ۳۴۵٫۸ |
| 7    | فرانسه                          | ۳۴۴٫۱ |
| 8    | دانمارک                         | ۳۴۰٫۴ |
| 9    | نروژ                            | ۳۳۷٫۸ |
| 10   | هلند                            | ۳۳۴٫۱ |
| 11   | کانادا                          | ۳۳۴٫۰ |
| 12   | فرانسه (کالدونیای جدید)         | ۳۲۴٫۲ |
| 13   | بریتانیا                        | ۳۱۹٫۲ |
| 14   | کره جنوبی                       | ۳۱۳٫۵ |
| 15   | آلمان                           | ۳۱۳٫۱ |
| 16   | سوئیس                           | ۳۱۱٫۰ |
| 17   | لوکزامبورگ                      | ۳۰۹٫۳ |
| 18   | صربستان                         | ۳۰۷٫۹ |
| 19   | اسلوونی                         | ۳۰۴٫۹ |
| 20   | لتونی                           | ۳۰۲٫۲ |
| 21   | اسلواکی                         | ۲۹۷٫۵ |
| 22   | جمهوری چک                       | ۲۹۶٫۷ |
| 23   | سوئد                            | ۲۹۴٫۷ |
| 24   | ایتالیا                         | ۲۹۰٫۶ |
| 25   | کرواسی                          | ۲۸۷٫۲ |
| 26   | لیتوانی                         | ۲۸۵٫۸ |
| 27   | استونی                          | ۲۸۳٫۳ |
| 28   | یونان                           | ۲۷۹٫۸ |
| 29   | اسپانیا                         | ۲۷۲٫۳ |
| 30   | فنلاند                          | ۲۶۶٫۲ |
| 31   | اروگوئه                         | ۲۶۳٫۴ |
| 32   | بلاروس                          | ۲۶۰٫۷ |
| 33   | پرتغال                          | ۲۵۹٫۵ |
| 34   | ایسلند                          | ۲۵۷٫۸ |
| 35   | فرانسه (گوادلوپ)                | ۲۵۴٫۶ |
| 36   | ایالات متحده آمریکا (پورتوریکو) | ۲۵۴٫۵ |
| 37   | مولدووا                         | ۲۵۴٫۳ |
| 38   | لهستان                          | ۲۵۳٫۸ |
| 39   | قبرس                            | ۲۵۰٫۸ |
| 40   | فرانسه (مارتینیک)               | ۲۵۰٫۸ |
| 41   | مالت                            | ۲۴۹٫۴ |
| 42   | سنگاپور                         | ۲۴۸٫۹ |
| 43   | ژاپن                            | ۲۴۸٫۰ |
| 44   | اتریش                           | ۲۴۷٫۷ |
| 45   | باربادوس                        | ۲۴۷٫۵ |
| 46   | فرانسه (گویان فرانسه)           | ۲۴۷٫۰ |
| 47   | بلغارستان                       | ۲۴۲٫۸ |
| 48   | لبنان                           | ۲۴۲٫۸ |
| 49   | فرانسه (پلی‌نزی فرانسه)          | ۲۴۰٫۶ |
| 50   | اسرائیل                         | ۲۳۳٫۶ |

## وضعیت ایران
گفته می‌شود که ایران از نظر نرخ مرگ و میر در اثر تمام انواع این بیماری به ازای هر صد هزار نفر در رتبه ۱۱۳ جهان قرار می‌گیرد و تعداد مرگ و میر در اثر انواع سرطان در آن به حدود ۹۳ نفر در هر ۱۰۰ هزار نفر می‌رسد. در ایران، از ۸۵ هزار مورد سرطان جدید در سال، ۵۵٫۵ درصد را مردها و ۴۴٫۵ درصد را زنان تشکیل می‌دهند. شایع‌ترین سرطان در میان مردان، سرطان معده و سپس مثانه و روده بزرگ است. در میان زن‌ها شایع‌ترین سرطان‌ها، سینه، پوست و سپس معده است. شایع‌ترین سرطانی که باعث مرگ در هر دو جنس می‌شود سرطان معده است. بیشترین آمار ابتلا به سرطان در میان زنان در استان یزد و در میان مردان در استان مرکزی گزارش شده‌است.